# 뒤렌호른
뒤렌호른(독일어: Dürrenhorn, 4,035m) 또한 디루호른(Dirruhorn)은 스위스 페나인 알프스에 있는 정상이다. 동쪽의 자스-페 리조트와 서쪽의 마터탈 위로 대략 남북으로 뻗어 있는 높은 수준의 능선인 나델그라트의 북쪽 끝에 있다. 돔산(4,545m)에서 정점을 이루는 미샤벨 산맥의 일부이다.